# 1956 Artek
1956 Artek је астероид са средњом удаљеношћу од Сунца која износи 3,203 астрономских јединица (АЈ).
Апсолутна магнитуда астероида је 11,9.